# Głębiczek (Kopydło)
Die Głębiczek ist ein linker Zufluss der Weichsel in den Schlesischen Beskiden von drei Kilometern Länge. Der Fluss entsteht unweit des Bergpasses Przełęcz Kubalonka. Er fließt im Stadtteil Głębce von Wisła mit der Łabajów zusammen und formt ab hier die Kopydło, einen Nebenfluss der Weichsel.